# Marssonina salicigena
Marssonina salicigena är en svampart som först beskrevs av Bubák & Vleugel, och fick sitt nu gällande namn av John Axel Nannfeldt 1931. Marssonina salicigena ingår i släktet Marssonina och familjen Dermateaceae.   Inga underarter finns listade i Catalogue of Life.